# College (Obitelj Soprano)
"College" je peta epizoda HBO-ove televizijske serije Obitelj Soprano. Napisali su je James Manos, Jr. i autor/izvršni producent serije David Chase, režirao Allen Coulter, a originalno je emitirana 7. veljače 1999.
Časopis Time proglasio ju je najboljom epizodom u seriji, a u izboru 100 najboljih epizoda svih vremena TV Guidea zauzela je drugu poziciju.

## Radnja
Tony vodi Meadow na put u Novu Englesku u posjet koledžima na koje se ona namjerava prijaviti. Dvojac prvo posjećuje Bates College, a Meadow se našali o seksualnoj atmosferi u školi. Na putu iz Batesa na Colby College, Tony se iznenadi kad ga kćer upita je li on 'u mafiji', na što on sve porekne. Nakon što Meadow izrazi sumnju, on joj kaže kako dio njegovih prihoda dolazi od ilegalnog kockanja i drugih aktivnosti. Meadow priznaje kako je tijekom spremanja završnih ispita uzimala speed, ali nakon što se Tony razbjesni, ona mu ne želi odati tko joj je prodao drogu.
Tony kasnije na benzinskoj postaji opazi poznato lice iz prošlosti — Fabiana Petrulia, bivšeg člana obitelji DiMeo koji je postao FBI-ev doušnik i ušao u program zaštite svjedoka. Unatoč Meadowinoj očitoj uznemirenosti i sumnji izazvanoj njegovom burnom reakcijom (jureći za autom kroz gusti promet u suprotnom smjeru), Tony uspijeva pronaći čovjeka. Tony ostavlja kćer u baru koledža dok on pokušava ući u trag Petruliu. Potvrđuje njegov identitet nakon što ugleda bistu Ronalda Reagana u Petruliovom uredu, sličnu onima koje je Petrulio izrađivao u zatvoru. Tony ne shvaća kako njegovo njuškanje nije prošlo nezapaženo; s pištoljem u ruci, Petrulio pronalazi Tonyja i Meadow u motelu u kojem su odsjeli. Međutim, dvoje starijih prolaznika sprječavaju ga u namjeri da likvidira Tonyja.
Sljedećeg jutra, Tony ostavlja Meadow na razgovoru na Colbyju i odlazi pripremiti zasjedu za Petrulia u njegovoj putničkoj agenciji "Frederick 'Fred' Peters". Tony ga zadavi žicom dok ga Petrulio preklinje za život. Na povratku na Bowdoin, Tony se suočava s kćerinom sumnjičavošću te ga uznemiri citat Nathaniela Hawthornea na pročelju koledža: "Nijedan čovjek... ne može nositi jedno lice za sebe, a drugo za mnoštvo, bez da na kraju bude rakskrinkan onim koje se pokaže istinitim".
U međuvremenu, u New Jerseyju, Carmela se oporavlja od gripe te je iznenada posjećuje otac Phil dok A.J. provodi noć kod prijatelja. Otac Phil i Carmela opuštaju se uz tjesteninu, vino i film Na kraju dana. Carmelini osjećaji odjednom se mijenjaju kad primi telefonski poziv od dr. Melfi koja odgađa zakazani Tonyjev sastanak, otkrivši Carmeli da je psihijatar njezina muža zapravo žena. Carmela se slomi i otvori se ocu Philu odavši mu tajne svoga braka, strahove za svoju djecu i svoju dušu. Umalo dolazi do poljupca sa svećenikom, ali u tom trenutku njemu proradi želudac nagnavši ga na povraćanje nakon velike količine ispijenog vina. Otac prespava na kauču do jutra. Tony i Meadow vraćaju se istog dana, ali Tonyjevo raspitivanje kako je Carmela provodila večer sama s drugim muškarcem okreće se u suprotnom smjeru kad ona spomene razgovor s dr. Jennifer Melfi, stavivši Tonyja u obrambeni položaj.

## Glavni glumci
- James Gandolfini kao Tony Soprano
- Lorraine Bracco kao Dr. Jennifer Melfi
- Edie Falco kao Carmela Soprano
- Michael Imperioli kao Christopher Moltisanti
- Dominic Chianese kao Corrado Soprano, Jr. *
- Vincent Pastore kao Big Pussy Bonpensiero *
- Steven Van Zandt kao Silvio Dante *
- Tony Sirico kao Paulie Gualtieri *
- Robert Iler kao Anthony Soprano, Jr.
- Jamie-Lynn Sigler kao Meadow Soprano
- Nancy Marchand kao Livia Soprano *

* samo potpis

### Gostujući glumci
- Paul Schulze kao otac Phil
- Tony Ray Rossi kao Fred Peters
- Oksana Lada kao Irina Peltsin
- Lisa Arning kao Peterova supruga
- Ross Gibby kao barmen
- Mark Kamine kao dekan
- Michael Manetta kao službenik na benzinskoj postaji
- Keith Nobbs kao student s Bowdoina
- Luke Reilly kao Lon Le Doyene
- Sarah Thompson kao Lucinda
- Olivia Brynn Zaro kao kćer Petersovih

## Umrli
- Fabian "Febby" Petrulio: zadavi ga Tony.

## Naslovna referenca
- Tony i Meadow posjećuju koledže Nove Engleske.

## Nagrade
- James Manos, Jr. i David Chase za ovu su epizodu osvojili Emmy za najbolji scenarij dramske serije.
- Edie Falco je za svoju izvedbu u ovoj epizodi u ulozi Carmele osvojila svoj prvi Emmy.

## Produkcija
Autor serije, David Chase, izjavio je kako je HBO nakon prvog čitanja scenarija prigovorio zbog Tonyjeva ubojstva Febbyja. Šefovi su rekli da je Chase ostvario izniman uspjeh u prikazu Tonyja kao suosjećajnog lika da su smatrali da će se obožavatelji okrenuti protiv njega ako počini takvo hladnokrvno ubojstvo, a serija izgubiti protagonista. Chase je rekao kako je smatrao da bi se obožavatelji okrenuli protiv Tonyja da nije počinio ubojstvo jer bi izgledao slabo. Chase je na kraju prevladao, a epizoda je postala jedna od omiljenih.

## Reference na druge medije
- Nakon što Tony upita Meadow misle li njezine prijateljice da je on cool jer su gledale Kuma, ona odvraća da se većini ljudi koje je ona upoznala više svidio Casino te počne razgovarati o izvedbi Sharon Stone.
- Otac Phil u jednom trenutku kaže Carmeli: "Ako uzmeš sve što je Isus ikada rekao, trajalo bi svega dva sata" na što Carmela odgovara, "Istu sam stvar čula za Beatlese osim ako uzmeš sve njihove pjesme trajanje iznosi oko deset sati".
- Otac Phil i Carmela razgovaraju o filmu Martina Scorsesea Posljednje Kristovo iskušenje (točnije o izvedbi Willema Dafoea u ulozi Isusa). Otac Phil spominje kako je ulogu originalno trebao odigrati Robert De Niro, na što Carmela kaže kako bi to bio "potpuno drugačiji film".

## Glazba
- Pjesma koja svira tijekom odjavne špice je "Gold Leaves" Michaela Hoppéa.
- Pjesma koja svira kad Fabian ulazi pitati je li ga netko tražio verzija je "Scotland the Brave" Dropkick Murphysa.

## Vanjske poveznice
- College u internetskoj bazi filmova IMDb-a
- Serijalin retrovizor: The Sopranos 1x04 - College Marko Đurđević, Serijala.com, 7. kolovoza 2015.
- (engl.) The Sopranos: "Meadowlands"/"College" Todd VanDerWerff, A.V. Club.com, 16. lipnja 2010.
- (engl.) 'The Sopranos' Rewind: Season 1, Episode 4: 'Meadowlands'  Arhivirana inačica izvorne stranice od 27. rujna 2015. (Wayback Machine) Alan Sepinwall, HitFix.com, 1. srpnja 2015.